# Calcide (Elide)
Calcide (in greco antico: Χαλκίς?) era una città dell'antica Grecia ubicata in Elide.

## Storia
Strabone la situa nella regione di Trifilia chiamata Macistia, nelle vicinanze di un fiume chiamato anch'esso Calcide, e di una fonte chiamata Crunos (attualmente la fonte Tavla) e non distante dalla città di Samico. Sia Crunos che Calcide sono nominate da Omero nell'Odissea ed entrambe sono citate anche nell'Inno omerico.